# Gunnar Jacobson
Gunnar Jacobson (sinh ngày 5 tháng 4 năm 1948) là một năm môn hiện đại của Thụy Điển. Ông thi đấu tại Thế vận hội Mùa hè 1976.